# Constantin Pobiedonostsev
 (novembre 2014).
Constantin Pétrovitch Pobiedonostsev, orthographié aussi parfois en français Pobiédonostsev ou Pobiedonostseff (en russe, Константин Петрович Победоносцев ; son nom signifie « victorieux »), né le 21 mai 1827 (2 juin dans le calendrier grégorien) à Moscou et mort le 10 mars 1907 (23 mars dans le calendrier grégorien) à Saint-Pétersbourg, est un juriste, spécialiste du droit civil, homme d'État et penseur russe.
Auteur d'un cours de droit civil réputé, considéré habituellement comme un représentant du conservatisme russe, il est l'« éminence grise » de la politique impériale russe durant le règne de son élève, Alexandre III.

## Biographie

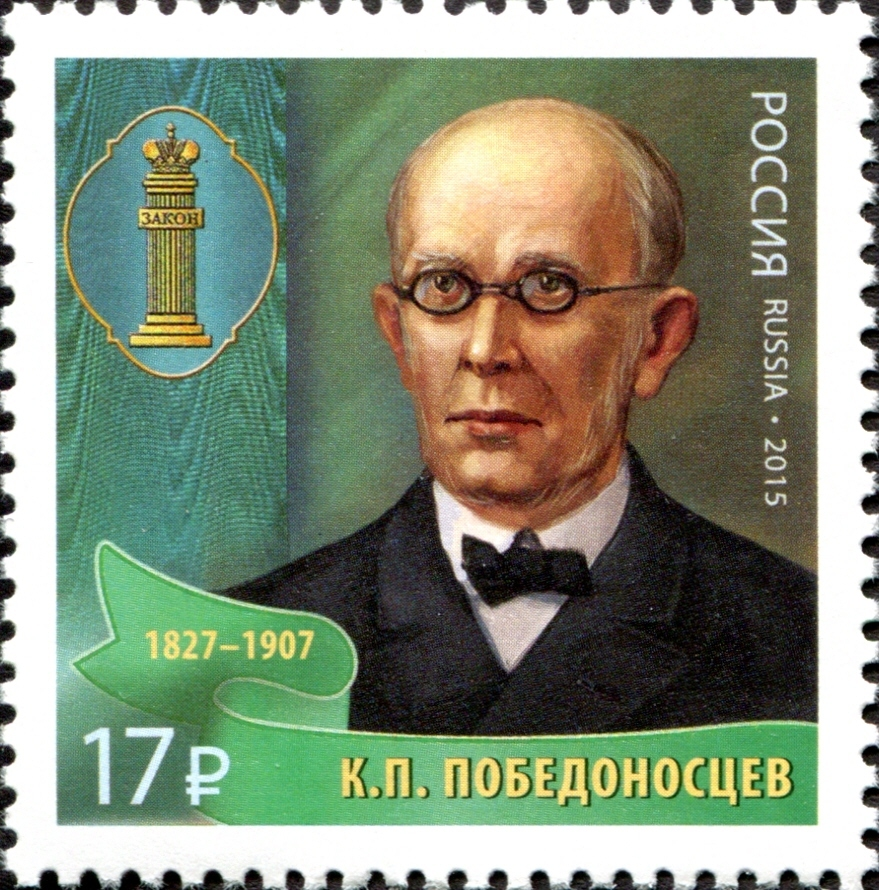
Constantin Pobiedonostsev sur le timbre postal russe (2015).

### Un juriste éminent
Le père de Constantin, Pierre Vassiliévitch Pobiédonostsev, professeur de littérature à l'université d'État de Moscou, fait entrer son fils, en 1841, à l'École impériale de jurisprudence de Saint-Pétersbourg, qui avait été créée dans le but de préparer les jeunes hommes à entrer au service de l'État. À sa sortie de l'école, Constantin Pobiédonostsev entre dans le service public comme membre du huitième département du Sénat de Moscou. La tâche du département est de résoudre les affaires civiles des « gouvernements » (guberniya en russe), c'est-à-dire les régions entourant Moscou. Il est rapidement promu. De 1860 à 1865, il est professeur de droit civil à l'université d'État de Moscou à raison de huit heures par semaine, tout en continuant à travailler pour le huitième département. En 1861, l'empereur Alexandre II lui demande d'instruire son fils le tsarévitch Nicolas en matière de droit et d'administration. Ainsi, Pobiédonostsev doit démissionner de son poste à l'université en raison de manque de temps. En 1865, il est élu professeur émérite de l'université. Le 12 avril 1865, le tsarévitch meurt prématurément à l'âge de 20 ans, mais le tsar demande à Pobiédonostsev d'enseigner au frère cadet du prince défunt, le nouveau tsarévitch Alexandre, ce qu'il avait enseigné à l'aîné. En 1866, Pobiédonostsev déménage de manière permanente à Saint-Pétersbourg. Pobiédonostsev et le tsarévitch restent très proches pendant plus de 30 ans, jusqu'à la mort de celui-ci, devenu Alexandre III en 1894.

### Un homme d'État ultra-conservateur
En 1868, il devient sénateur à Saint-Pétersbourg, puis membre du Conseil d'État de l'Empire russe en 1874. En 1880, il est nommé procureur-général du Saint Synode, ce qui le place de facto à la tête de l'Église orthodoxe russe. Durant le règne d'Alexandre III, il est l'un des hommes les plus influents de l'Empire. Il est considéré comme l'auteur du Manifeste du 29 avril 1881, qui proclame que le pouvoir absolu de l'empereur est immuable, mettant ainsi fin à la volonté du comte Loris-Melikov d'établir un corps représentatif dans l'Empire. En effet, l'ascension rapide de Pobiédonostsev, dans les jours qui suivent l'assassinat d'Alexandre II est le résultat des démissions de Loris-Melikov et d'autres ministres désirant des réformes libérales. Il se montre toujours en conservateur intransigeant et n'hésite jamais à exprimer ses opinions. Ainsi, il est toujours décrit comme un obscurantiste et un ennemi du progrès dans les cercles libéraux : il haïssait la révolution industrielle et la croissance urbaine, et il voulait « empêcher les gens d’inventer les choses ». Il ne voyait dans l’homme que sa faiblesse et sa perversité. Pour lui, la mission suprême de l’État était de maintenir le règne de la loi, de l’ordre, et d‘assurer la stabilité de la société et l’unité entre les hommes. En Russie, cette mission ne pouvait être remplie que grâce à l’autocratie et à l’Église orthodoxe.

### Fin de sa carrière
Après la mort d'Alexandre III, il perd beaucoup de son influence sur Nicolas II, qui adhère à la politique de « russification » menée par son père, l'étendant même à la Finlande, mais voulant introduire la liberté de conscience et  l'émancipation de l'Église russe du contrôle civil, en convoquant le concile de Moscou qui allait rétablir le patriarcat indépendant en 1918, suprimant ainsi le poste de Procureur-général du Saint-Synode.
En 1901, le socialiste Nicolas Lagovsky essaya d'assassiner Pobiédonostsev. Il tira à travers la fenêtre du bureau de Pobiédonostsev, mais manqua sa cible. Lagovsky fut condamné à "seulement " 6 ans de katorga.
Pendant la révolution russe de 1905, qui survient en même temps que la désastreuse guerre russo-japonaise, Pobiédonostsev, âgé de près de 80 ans, se retire des affaires publiques. Il meurt le 23 mars 1907 (5 avril dans le calendrier grégorien) à Saint-Pétersbourg.

## Sous Alexandre III

### Le salut par l'autocratie
En 1881, l'assassinat d'Alexandre II met fin à une certaine politique libérale adoptée pour faire taire une opposition de plus en plus grandissante. Pobiedonostsev devient, avec l'avènement d'Alexandre III, un personnage tout puissant qui lui conseille fortement de mettre fin aux réformes de son père. Le ministre de l'Intérieur, le comte Michel Loris-Melikov, demande une libéralisation progressive et modérée du régime mais le haut-procureur s'y oppose car, selon lui, elle dérive à terme vers un système constitutionnel.
Pour Pobiédonostsev, « le salut de la Russie ne peut venir que de la Russie elle-même ».
Il est le principal rédacteur du Manifeste du 29 avril 1881 qui implique que toute réforme politique devient incontrôlable car elle signifie à moyen terme la fin de l'autocratie et le début d'un parlementarisme libéral.
Sa politique ouvre la voie à une russification brutale des provinces aux limites de l'Empire. La Finlande et la Pologne subissent une oppression grandissante.
De nombreux pogroms se multiplient dans les quartiers juifs. Fervent antisémite, il est défenseur des Lois de mai qui imposent une politique systématique de discrimination envers les juifs. On le crédite ainsi de cette phrase concernant son opinion sur les juifs : « qu'un tiers des Juifs russes émigrent, qu'un tiers acceptent de se convertir et que l'autre tiers périssent. »
Pobiédonostsev instaure des réformes rétrogrades dans l'éducation et dans la justice. Il ne fait pas confiance au réseau d'écoles élémentaires financées par les zemstvos car il croit qu'elles ne délivrent pas l'enseignement adéquat. En 1884, il crée des écoles primaires paroissiales. Ces écoles de paroisse lui conviennent mieux car leurs enseignants sont contrôlés par l'Église et l'État, ce qui empêche selon lui la subversion.
Avec l'accord du tsar, Pobiédonostsev met à mal la réforme judiciaire mise en place par Alexandre II. Les juges peuvent de nouveau être remerciés et remplacés ; la publicité des procès est limitée ; les types de crimes rendus par les jurés sont réduits. D'ailleurs, il déteste[réf. nécessaire] les jugements rendus par les jurés en critiquant leur impréparation et leur ignorance. Il conseille au tsar de les supprimer mais celui-ci décide de ne pas le suivre sur ce point.
Au cours des dernières années de son règne, Alexandre III commence à lui faire moins confiance. Il lui confie tout de même l'éducation politique de son fils Nicolas Alexandrovitch, futur Nicolas II.

## Sous Nicolas II
Dès son avènement, les zemstvos demandent à Nicolas II d'instaurer au plus vite des réformes libérales à l'exemple de son grand-père. Pobiedonostsev lui dicte une partie du Manifeste qu'il publie comme réponse : « Tout le monde doit savoir que, consacrant toutes mes forces au bien du peuple, je maintiendrai le principe de l'autocratie aussi fermement et constamment que le fit mon inoubliable père ».
En 1899, devant les troubles universitaires qui se multiplient, la commission Vannovski demande de revenir aux dispositions libérales de l'époque d'Alexandre II. Sur les conseils de Pobiedonostsev, Nicolas II décide de ne pas en tenir compte. S'ensuivent une série d'attentats auxquels le procureur échappe de peu en 1903.

## Travaux en droit civil
Bien que Pobedonostsev soit principalement connu en tant qu'homme d'État et penseur, sa contribution au droit civil russe est importante. Il est généralement décrit comme un des juristes russes les plus savants et les mieux instruits du XIXe siècle. Son œuvre principale fut son Cours de Droit civil (Курс гражданского права) en trois volumes. Ils furent publiés respectivement en 1868, 1871 et 1880. Avant la Révolution, l'ouvrage fut republié de nombreuses fois avec des changements mineurs. Son Cours est considéré comme un très bon guide pour les juristes débutants. Des citations de son Cours ont été utilisées comme base de décisions par le Bureau civil du Sénat.
De plus, Pobedonostsev publia en 1865 dans la Moskovskie Vedomosti plusieurs articles anonymes sur la réforme judiciaire menée par Alexandre II. Il critiqua la réforme parce qu’il croyait que la Russie manquait de juges formés à cet égard et dans cette situation la création d'une branche judiciaire indépendante était irresponsable. Dans cet ouvrage, il développe toute sa pensée monarchique, analysant et critiquant les dysfonctionnements des régimes parlementaires dans une perspective prophétique intéressante. Il y traite de l'hypocrisie du bulletin de vote et de sa conséquence: l'hyperinflation du moi, de l'absentéisme et du désintérêt d'une partie croissante de la population pour la chose publique; la manipulation des consciences  par les médias; l'uniformisation des personnalités; de la mise en place des lobbys; du remplacement des fonctionnaires d’État soumis à un ordre, par la toute puissance arbitraire des partis qui ne cherchent que leurs intérêts circonstanciels; l'éclatement de l'unité sociale en groupes d'intérêts...

## Postérité
- Constantin Pobiedonostsev fut immortalisé dans le roman Pétersbourg d'Andreï Biély (1912) dans le personnage du vieux sénateur Ableoukhov.

- Il fut également décrit dans le roman de Léon Tolstoï, Anna Karénine, en tant qu'Alexis Alexandrovitch Karénine[9].